# (32196) 2000 OK
2000 أو كاي (ويعرف أيضًا باسم (32196) 2000 أو كاي وفق تسمية الكوكب الصغير) (بالإنجليزية: 2000 OK)‏ هو كويكب ضمن حزام الكويكبات؛ وترتيبه 32196 من حيث الاكتشاف.
اكتُشف هذا الجُرم الفلكي بواسطة غاري هغ في 19 يوليو 2000.

## وصلات خارجية
- (32196) 2000 OK في قاعدة بيانات مختبر الدفع النفاث لأجرام النظام الشمسي الصغيرة

- الاكتشاف · مخطط المدار ·  العناصر المدارية · المعلمات المادية

- (32196) 2000 OK على موقع ويكي سكاي: DSS2, SDSS, GALEX, IRAS, Hydrogen α, X-Ray, Astrophoto, Sky Map, Articles and images